# Derealisation
Derealisation är ett förändrat medvetandetillstånd som yttrar sig i att omgivningen eller verkligheten upplevs som overklig. Derealisation kan vara en försvarsmekanism och faller då inom normalpsykologin, men det kan också vara ett symtom på en kroppslig sjukdom, drogrus eller psykisk störning.
Andra symtom kan vara känslan av att ens omgivning saknar spontanitet, känslor och djup. Det är ett dissociativt symtom med många olika tillstånd, som till exempel psykiatriska och neurologiska störningar.
Depersonalisation är en subjektiv overklighetskänsla av det egna jaget, medan derealisation är en overklighetskänsla inför världen runtom. Depersonalisation och derealisation kan ofta alternera med varandra hos samma individ, men vetenskapliga bevis indikerar att de har olika bakomliggande neurobiologiska mekanismer.
Detta är vanliga symtom som någon gång drabbar 74 % av befolkningen, varav mellan 31 % och 66 % i samband med en traumatisk händelse.

## Beskrivning
Upplevelsen av att vara avskuren från verkligheten kan beskrivas som ett immateriellt ämne som skiljer en person från den omkringliggande världen, till exempel som en känslomässig dimma, en glasruta, eller en slöja. De drabbade kan hävda att det de ser saknar liv och känslomässig färgning. De kan ha svårt att visa känslor vid möte med närstående. Känslor av déjà vu, eller av att aldrig ha varit med om något de upplevt, är vanliga. Kända platser kan verka främmande, konstiga och overkliga. Sådana sinnesavvikelser kan också inkludera hörsel, smak och lukt.
Andra symtom på detta tillstånd kan vara konstant oro eller märkliga tankar som den drabbade finner svåra att stänga av. Derealisation byggs upp långsamt tillsammans med den underliggande ångesten som förknippas med dessa störande tankar, men bryter ut plötsligt, ofta efter en panikattack, och är då svår eller omöjlig att bli av med tills den sjuke får behandling. Den här sortens ångest kan vara väldigt besvärande för den drabbade och leda till undvikande beteende. De som upplever detta tillstånd kan vara oroliga för orsaken till deras derealisation. Det är ofta svårt att acceptera att ett så besvärligt symtom endast är orsakat av ångest, och den sjuke tror ofta att det måste finnas en allvarligare anledning. Detta kan i sin tur leda till ångest och sedan ytterligare förvärra känslan av derealisation.

## Orsaker
Derealisation kan vara en följd av ensamhet och isolering under uppväxten.
Derealisation kan vara en följd av neurologiska tillstånd, såsom epilepsi, migrän och lätt skada mot huvudet. Det finns en viss likhet mellan hypo-emotionalitet, en minskad känslomässig reaktion på saker i omgivningen, och derealisation. Detta gör att personen kan ana att det handlar om en rubbning av den process som känslomässigt färgar uppfattningsförmågan. Denna kvalitativa förändring av uppfattningsförmågan kan leda till att det personen ser känns overkligt eller isolerat.
Derealisation kan även orsakas av rubbningar i hörseln, som vid inre öroninflammation och hörselnervsinflammation, eftersom hjärnan mottar blandade signaler från hörselnerverna, på grund av skada eller infektion. På så vis får den hjärnan att arbeta långsammare och kan orsaka overklighetskänslor.
Cannabis, hallucinogener, antidepressiva läkemedel, koffein och nikotin kan också framkalla känslor liknande derealisation, speciellt om de intas till överdrift. Derealisation kan även inträffa vid avvänjning från alkohol och bensodiazepiner.
Derealisation kan även vara ett symtom på allvarliga sömnstörningar och psykiatriska störningar, såsom dissociativa störningar (till exempel depersonalisationsstörning), emotionellt instabil personlighetsstörning, bipolär sjukdom, schizofreni och ångest.